# Vincenzo Manfredini
Vincenzo Manfredini (Винченцо Манфредини, * 22. Oktober 1737 in Pistoia; † 16. August 1799 in Sankt Petersburg) war ein italienischer Cembalist, Komponist und Musiktheoretiker.

## Leben
Der Sohn des Komponisten Francesco Manfredini studierte zuerst bei seinem Vater, später setzte er sein Studium in Bologna bei Giacomo Antonio Perti (1661–1756) und in Mailand bei Giovanni Andrea Fioroni (1716–1778) fort. Ende 1757 oder Anfang 1758 kam er in Begleitung seines älteren Bruders Giuseppe Manfredini, eines Kastraten, der in der Operntruppe des Giovanni Battista Locatelli wirkte, nach Sankt Petersburg und blieb bis 1769 am Zarenhof, wo er als Kapellmeister tätig war. 1762 führte er dort seine Oper L’olimpiade auf. Kurz darauf wurde er zum Leiter der italienischen Oper von Sankt Petersburg ernannt, außerdem war er Cembalolehrer des Zarewitsch Paul. 1769 kehrte er mit einer Pension nach Bologna zurück und komponierte zwei Opern: Armida nach dem berühmten Libretto von Duranti (o. Durandi), uraufgeführt im Mai 1770 im Nuovo Pubblico Teatro di Bologna, und Artaserse, „dramma per musica“, uraufgeführt in der Karnevalsaison 1771/72 in Venedig im Teatro San Benedetto. Bald darauf verabschiedete er sich jedoch von der Oper und widmete sich dem Musikunterricht und vor allem der Musiktheorie. Manfredinis erstes Buch Regole armoniche (Regeln der Harmonie, Venedig 1775) wurde später von dem Komponisten Stepan Degtyaryov (* 1766; † 5. Mai 1813) übersetzt. Außerdem veröffentlichte Manfredini 1776 eine Sammlung Sinfonien und 1781 mehrere Streichquartette.
Nach der Thronbesteigung Pauls I. bat dieser ihn, nach Russland zurückzukehren. Im September 1798 kam er in Sankt Petersburg an, verstarb jedoch wenige Monate später.

## Werke
Manfredini komponierte Opern, Ballette, Kantaten, Kirchenmusik (musica sacra), Sinfonien, Concerti, Streichquartette sowie Kammermusik, darunter Folgendes:

### Opern für den russischen Hof
- Semiramide riconosciuta (Узнанная Семирамида), dramma per musica, Libretto: Pietro Metastasio (1760, Oranienbaum)
- La musica trionfante, pastorale, Libretto: L. Lazzaroni (1761, Sankt Petersburg)
- L’olimpiade (Олимпиада), Libretto: Pietro Metastasio (24. November 1762, Moskau); davon 6 Arien [RISM M 344], und 2 Arien in Recueil lyrique d’airs choisis (Paris 1772)
- La pupilla (1763, Sankt Petersburg)
- La finta ammalata, Intermezzi, Libretto: Carlo Goldoni (1763, Sankt Petersburg)
- Carlo Magno (Карл Великий), Libretto: L. Lazzaroni (24. November 1763, Sankt Petersburg; Revision: 1764, Sankt Petersburg)

### Andere Opern
- Armida, Libretto: Jacopo Duranti (o. Giacomo; o. Durandi) nach dem Gedicht Gerusalemme liberata von Torquato Tasso (1762, Moskau; 1770, Bologna, Nuovo Pubblico Teatro)
- Artaserse, Libretto: Pietro Metastasio (1772, Venedig, Teatro San Benedetto)

### Geistliche Musik
- Requiem, 1762, Sankt Petersburg
- Esther, Oratorium, 1792, Venedig
- Messa funebre für 4 Stimmen
- Laudate Dominum für Sopran, Chor, Orchester und Basso continuo

### Andere Werke
- La pace degli eroi, Kantate, Libretto: Lazzaroni (Juni 1762, Sankt Petersburg)
- Il consiglio delle muse, Serenata, Libretto: Giovanni Battista Locatelli (1763, Moskau; ungewiss)
- Le rivali, Kantate, Libretto: Lazzaroni (1765, Sankt Petersburg)
- Duette
- Kanons
- Arien

### Ballette
- Amour et psyché (Амур и Психея) (Oktober 1762, Moskau)
- Les amants réchappés du naufrage (1766, Sankt Petersburg)
- Le sculpteur de Carthage (1766, Sankt Petersburg)
- La constance récompensée (1767, Moskau)
- Pygmalion (1762, Sankt Petersburg) (балеты "Пигмалион", 1762, Петербург); (ungewiss)

### Instrumentalwerke
- Cembalokonzert (Den Haag & Amsterdam [RISM M 350], London [RISM M 348, M 349]); moderne Ausgabe: A. Toni, Mailand 1957
- 6 Sonaten für Cembalo, 1765 [RISM M 352]; moderne Ausgabe: A. M. Pernafelli, 1975
- 6 Sinfonien, Venedig 1776 [RISM M 345, M 346]
- 14 Präludien für Cembalo, als Teil von: Regole armoniche, siehe unten
- 6 Quartetti für 2 Violinen, Viola und Violoncello [RISM M 351]
- Fuge für Cembalo

### Schriften zur Musik
- Regole armoniche (Гармонические правила), auch als Tractus Regole armoniche zitiert:
  - 1. Aufl.: Regole armoniche o siene precetti ragionati per apprendere i principj della musica, il portamento della mano, e l'accompagnamento del basso sopra gli strumenti da tasto, come l'organo, il cembalo ec.; Dedicate a Sua Altezza Imperiale Paul Petrovicz ..., Appresso G. Zerletti (Venedig), 1775, 78 S.
  - 2. Aufl.: Regole armoniche o sieno, Precetti ragionati per apprender la musica. 2. ed., corr. ed accresciuta, Adolfo Cesare (Venedig), 1797, 207 S.
  - Faksimile: Vincenzo Manfredini, Regole armoniche. A facsimile of the 1775 Venice Edition, Series Monuments of music and music literature in facsimile, Broude, New York 1966, 78 S.
  - Russische Übersetzung: Stepan Degtyaryov (Степан Аникиевич Дегтярев), "Правила гармонические и мелодические для обучения всей музыке", Санкт-Петербург, 1805.
- Giornale enciclopedico (Neapel/Bologna), versch. Beiträge, 1785–1789.
- Difesa della musica moderna (В защиту современной музыки):
  - Vincenzo Manfredini [und Esteban de Arteaga], Difesa della musica moderna e de' suoi celebri esecutori, Stamperia di Carlo Trenti, Bologna 1788, in-8. 207 S.
  - Faksimile: Difesa della musica moderna e de' suoi celebri esecutori, Serie Bibliotheca musica Bononiensis, n. 73, Bologna, Ed. Forni 1972, 207 S.
  - Englische Übersetzung: A critical translation from the Italian of Vincenzo Manfredini's Difesa della musica moderna / In defense of modern music (1788), übersetzt von Patricia Howard, E. Mellen Press, Lewiston, N.Y. 2002, 166 S.